# Герб Бежаницкого района
Герб муниципального образования Бежа́ницкий райо́н Псковской области Российской Федерации — опознавательно-правовой знак, служащий официальным символом муниципального образования.
Герб утверждён решением Собрания депутатов Бежаницкого района № 345 от 19 сентября 2001 года.
Герб внесён в Государственный геральдический регистр Российской Федерации под регистрационным номером 888.

## Описание герба
«В серебряном поле на трёх зелёных горах чёрный идущий лось с золотыми глазами, рогами и копытами».
Герб может воспроизводиться в двух равнодопустимых версиях: без вольной части; с левой вольной частью — четырёхугольником, примыкающим изнутри к левому верхнему краю герба муниципального образования «Бежаницкий район» с воспроизведёнными в нём фигурами герба Псковской области. Версия герба с вольной частью применяется после внесения герба Псковской области в Государственный геральдический регистр Российской Федерации и соответствующего законодательного закрепления порядка включения в гербы муниципальных образований Псковской области вольной части с изображением герба Псковской области.

## Обоснование символики
За основу идеи герба муниципального образования «Бежаницкий район» взято происхождение названия районного центра — Бежаницы — поселения, основанного в начале XVI века беглыми псковичами, новгородцами и литовцами. Аллегорическая передача образа беглых поселенцев выражена идущим лосём. Лось — животное, символизирующее свободу, независимость и достоинство.
Холмы, по которым идёт лось, показывают Бежаницкую возвышенность, как самое высокое место в Псковской области.
Зелёный цвет дополняет символику природы района, а также этот цвет символизирует изобилие, жизнь и возрождение.
Чёрный цвет в геральдике символ мудрости, скромности, честности и вечности бытия.
Серебро символизирует чистоту, благородство, совершенство, мир.
Герб разработан при содействии Союза геральдистов России.
Авторы герба: идея герба — Анатолий Трофимов (п. Бежаницы), Константин Моченов (Химки);художник — Роберт Маланичев (Москва); компьютерный дизайн — Юрий Коржик (Воронеж).